# Jessy De Smet
Jessy De Smet (Zottegem, 8 luglio 1976) è una cantante belga.

## Biografia
Jessy De Smet ha avviato la sua carriera musicale a metà anni '90 insieme al complesso dance The Mackenzie, con i quali ha piazzato fra il 1998 e il 2008 undici singoli nella Ultratop 50 Singles, la classifica dei singoli delle Fiandre, di cui cinque hanno raggiunto la top 10. Uno di questi, Innocence, è stato certificato disco d'oro per aver venduto più di 15 000 copie a livello nazionale. Il loro album Angel è uscito il 23 aprile 1999 e ha trascorso tre settimane consecutive in vetta alla classifica belga.
Nel 2002 ha avviato la sua carriera da solista con il singolo Look @ Me Now (e la relativa versione in francese, Regardez-moi), che ha raggiunto l'8º posto nella classifica belga e il 50º in quella olandese. Il secondo album Rain è stato pubblicato il 28 giugno 2004 e ha raggiunto il 46º posto in classifica nelle Fiandre. Ha prodotto altri quattro singoli top 50.
Jessy ha trovato successo internazionale nel 2006 grazie a due sue collaborazioni con il DJ nordirlandese Mickey Modelle. La loro Dancing in the Dark ha raggiunto il 5º posto in Irlanda, il 9º in Svezia e il 10º nel Regno Unito, mentre Over You si è fermata alla 18ª posizione nella classifica irlandese e alla 35ª in quella britannica.
Il 25 novembre 2011 è stata pubblicata la raccolta The Ultimate Jessy (Best of 1995-2012) con i singoli della cantante. Ha raggiunto la 33ª posizione nella classifica belga degli album.
Nel 2012 la cantante ha registrato una nuova versione di Innocence, il suo maggiore successo commerciale in Belgio che aveva raggiunto il 6º posto in classifica nel 1998, raggiungendo questa volta la 7ª posizione. Ha ottenuto il suo ottavo singolo nella top 10 belga della sua carriera l'anno successivo con Nothing at All.
Il 1º maggio 2015 è uscito il quarto album in studio di Jessy, intitolato Glorious e consistente in collaborazioni con DJ nazionali e internazionali. È arrivato al 47º posto nella classifica fiamminga degli album.

## Discografia

### Album
- 1999 - Angel (con The Mackenzie)
- 2004 - Rain
- 2015 - Glorious

### Raccolte
- 2011 - The Ultimate Jessy (Best of 1995-2012)

### EP
- 2012 - Live & Acoustic for MNM 90's Café

### Singoli
- 1985 - 2 vrienden (con Willy Sommers)
- 1986 - Vang het licht (con Marijn De Valck)
- 1995 - I Am Free (con The Mackenzie)
- 1995 - Without You (Arpegia) (con The Mackenzie)
- 1997 - You Got to Get Up - Love (con The Mackenzie)
- 1998 - Innocence (con The Mackenzie)
- 1998 - Falling in Love (con The Mackenzie)
- 1998 - Alive (con The Mackenzie)
- 1999 - Out of Control (con The Mackenzie)
- 1999 - The Rain (con The Mackenzie)
- 1999 - Emotions (con The Mackenzie)
- 2000 - Be My Lover (con The Mackenzie)
- 2000 - For You (con The Mackenzie)
- 2000 - All I Need (con The Mackenzie)
- 2001 - Walk Away (con The Mackenzie)
- 2002 - Look @ Me Now
- 2003 - Head Over Heels
- 2004 - How Long (Point of No Return)
- 2004 - Silent Tears
- 2004 - Dancing in the Dark
- 2006 - Over You (con Mickey Modelle)
- 2007 - Getting Out (con Linda Mertens)
- 2008 - Stop the Game
- 2010 - Missing
- 2010 - Please Forgive Me (con Manuel MS)
- 2011 - Angel (feat. Kaliq Scott e DJ Rebel)
- 2012 - Innocence '12 (feat. Albie Flinstone)
- 2012 - Trance Waves (con The Mackenzie)
- 2012 - Impossible (feat. Ian Prada)
- 2013 - Nothing at All
- 2013 - Bring Me Back to Life
- 2014 - Beautiful
- 2014 - Stars (con Ian Prada feat. Gregoir Cruz)
- 2014 - Salvation (con DJ Frank)
- 2017 - Fly Away
- 2019 - Bekijk het maar